# J. G. Quintel
James Garland "J. G." Quintel (Hanford, 13 de setembro de 1982) é um animador, artista de storyboard, roteirista, diretor, produtor e dublador norte-americano. le é mais conhecido como o criador da série da Cartoon Network Regular Show (2010–2017), na qual ele dublou Mordecai e o Fantasma do Toca Aqui, e a série da HBO Max Close Enough (2020–2022), em que ele dublou Josh.
Quintel foi o diretor criativo da série de Thurop Van Orman, The Marvelous Misadventures of Flapjack (2008–2010), bem como roteirista e artista de storyboard da série de Joe Murray, Camp Lazlo (2006–2008), ambos exibidos no Cartoon Network. Em 2009, foi nomeado para o  Prêmio Annie de Direção em Produção Televisiva pela direção deum episódio de Flapjack. Em 2011, foi indicado ao Emmy na categoria Melhor Programa de Animação de Curta-Metragem por Regular Show.

## Vida pessoal
J.G. Quintel nasceu e cresceu em Hanford, Califórnia, filho de Terri Morris e James Allen Quintel. Seu pai é de origem portuguesa. Ele tem um irmão mais novo chamado Payton Dean Quintel. De acordo com Quintel, não se tinha muito o que fazer em Hanford quando ele estava crescendo nos anos 80 e 90, então ele e seus amigos estavam sempre procurando maneiras de se divertir, mais tarde Quintel acabou incorporando isso em sua serie animada Apenas um Show.
Durante sua adolescência, Quintel adorava desenhar e assistir desenhos como Os Simpsons, Beavis and Butt-Head e The Moxy Show, assim como programas Britânicos como The League of Gentleman e The Mighty Boosh. Ele costumava jogar o jogo de videogame ToeJam & Earl, a influencia que ele mais tarde descreveu como "A plataforma perfeita para Mordecai e Rigby". Ele também foi influenciado pelo rock dos anos 80, que viria a se tornar um elemento fundamental de Apenas um Show.

## Filmografia

### Filmes
| Ano  | Filme                        | Diretor | Roteirista | Animador | Storyboard | Ator | Nota                                                    |
| ---- | ---------------------------- | ------- | ---------- | -------- | ---------- | ---- | ------------------------------------------------------- |
| 2005 | The Naive Man from Lolliland | Sim     | Sim        | Sim      | Sim        | Sim  | Curta-metragem                                          |
| 2006 | 2 in the AM PM               | Sim     | Sim        | Sim      | Sim        | Sim  | Curta-metragem                                          |
| 2008 | Horton e o mundo dos Quem    |         |            | Sim      | Sim        |      | Longa metragem/ Ele foi artista de storyboard adicional |
| 2015 | Regular Show: The Movie      | Sim     | Sim        | Sim      | Sim        | Sim  | Longa metragem                                          |

### Televisão
| Ano       | Série                                   | Papel                                                 | Notas                                                |
| --------- | --------------------------------------- | ----------------------------------------------------- | ---------------------------------------------------- |
| 2004      | Star Wars: The Clone Wars               | Aprendiz de revisão de storyboard                     | Estágio no Instituto de Artes da Califórnia          |
| 2006      | Camp Lazlo                              | revisão de storyboard                                 | Quintel passou em um teste para realizar essa função |
| 2008      | Phineas and Ferb                        | roteirista/artista de storyboard                      | Episódio: "Jerk De Soleil"                           |
| 2008      | The Marvelous Misadventures of Flapjack | roteirista/artista de storyboard e diretor de criação | De 2007 a 2009                                       |
| 2010-2017 | Adventure Time                          | escritor/artista de storyboard                        | Episódio: "Ocean of Fear"                            |
| 2010-2017 | Regular Show                            | Criador, dublador                                     | Acumulados de eventos da vida de Quintel             |
| 2012      | O Incrível Mundo de Gumball             | Ator                                                  | Emprestou sua voz para Mordecai e Fantasmão          |
| 2017/2018 | Close Enough                            |                                                       |                                                      |